# Johann Georg Krünitz

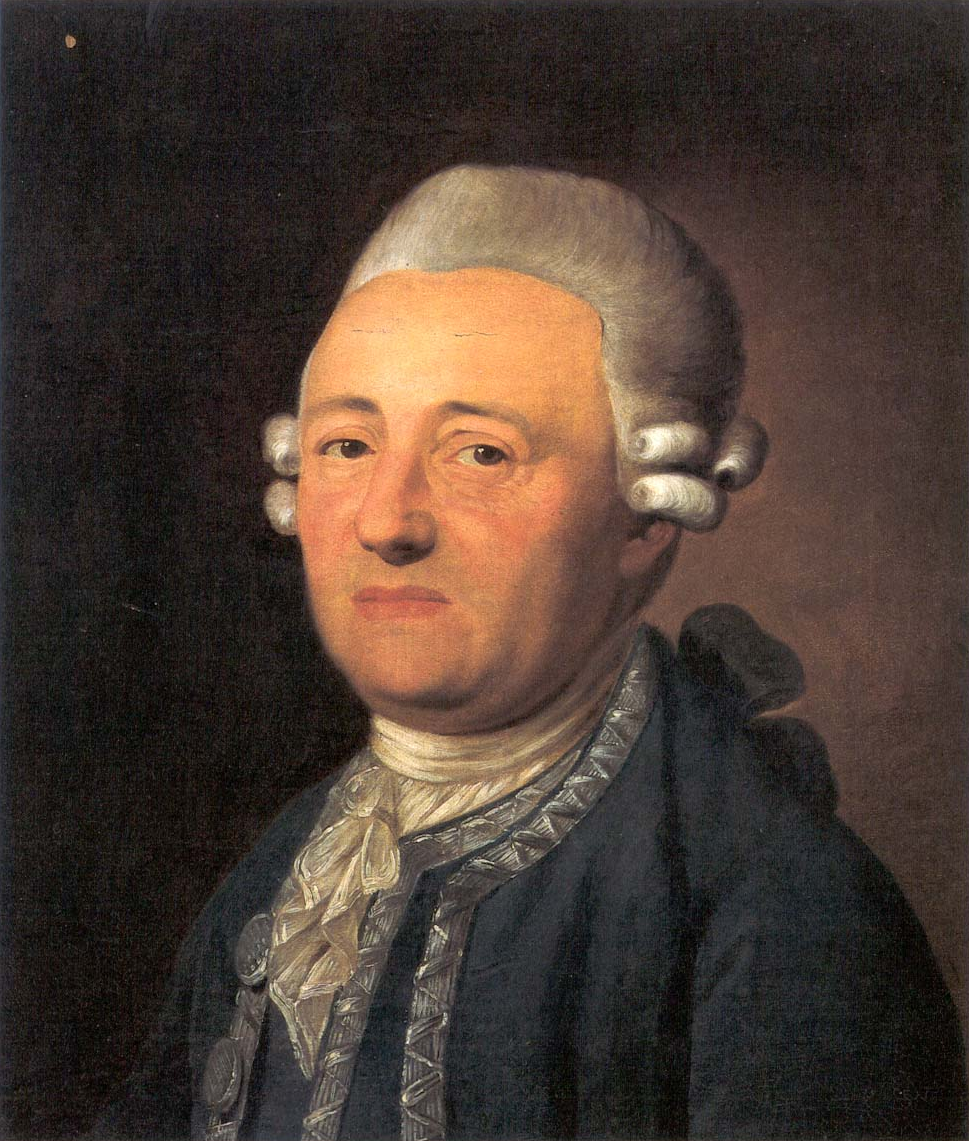
Johann Georg Krünitz, Gemälde von Ferdinand Collmann nach Heinrich Franke, 1795, Gleimhaus Halberstadt

Johann Georg Krünitz (* 28. März 1728 in Berlin; † 20. Dezember 1796 ebenda) war ein deutscher Enzyklopädist, Lexikograph, Naturwissenschaftler und Arzt. Von besonderem Umfang und Wert ist sein Beitrag zur allgemeinsprachlich nach ihm benannten Oeconomisch-technologischen Encyklopädie: Der Krünitz.

## Leben
Johann Georg Krünitz ist der Sohn des Kaufmannes Georg Christoph Krünitz. Er studierte ab 1747 in Göttingen und Frankfurt (Oder) Medizin und Naturwissenschaften. Nach seiner Promotion 1749 (Thema der Dissertation: De matrimonio multorum morborum remedio) war er in Frankfurt (Oder) zunächst als Arzt tätig. 1752 heiratete er Anna Sophie Lehmann. 1759 ließ er sich in Berlin nieder, wo er bis 1776 als Arzt praktizierte. Danach widmete er sich ausschließlich seiner Encyclopädie.
Nachdem Anna Sophie 1780 verstorben war, heiratete Krünitz 1786 in zweiter Ehe Charlotte Wilhelmine Halle, die Tochter des Ökonomen Johann Samuel Halle. Im Jahr 1792 wurde er zum Mitglied der Leopoldina gewählt. Er starb 1796 während der Arbeit zum Stichwort Leiche in Band 73 der Oeconomischen Encyclopädie.

„Schon arbeitete er an gegenwärtigem drey und siebzigsten Bande, und er vollführte einige Bogen davon bis zum Artikel Leiche“

„Herr Doctor Krünitz bleibt sich immer gleich; sein Fleiß ist nicht zu ermüden, und es ist in der That zu bewundern, wie ein einziger Mann einem solchen Werke, womit eine Gesellschaft genug zu thun hätte, gewachsen seyn kann.“

## Werk

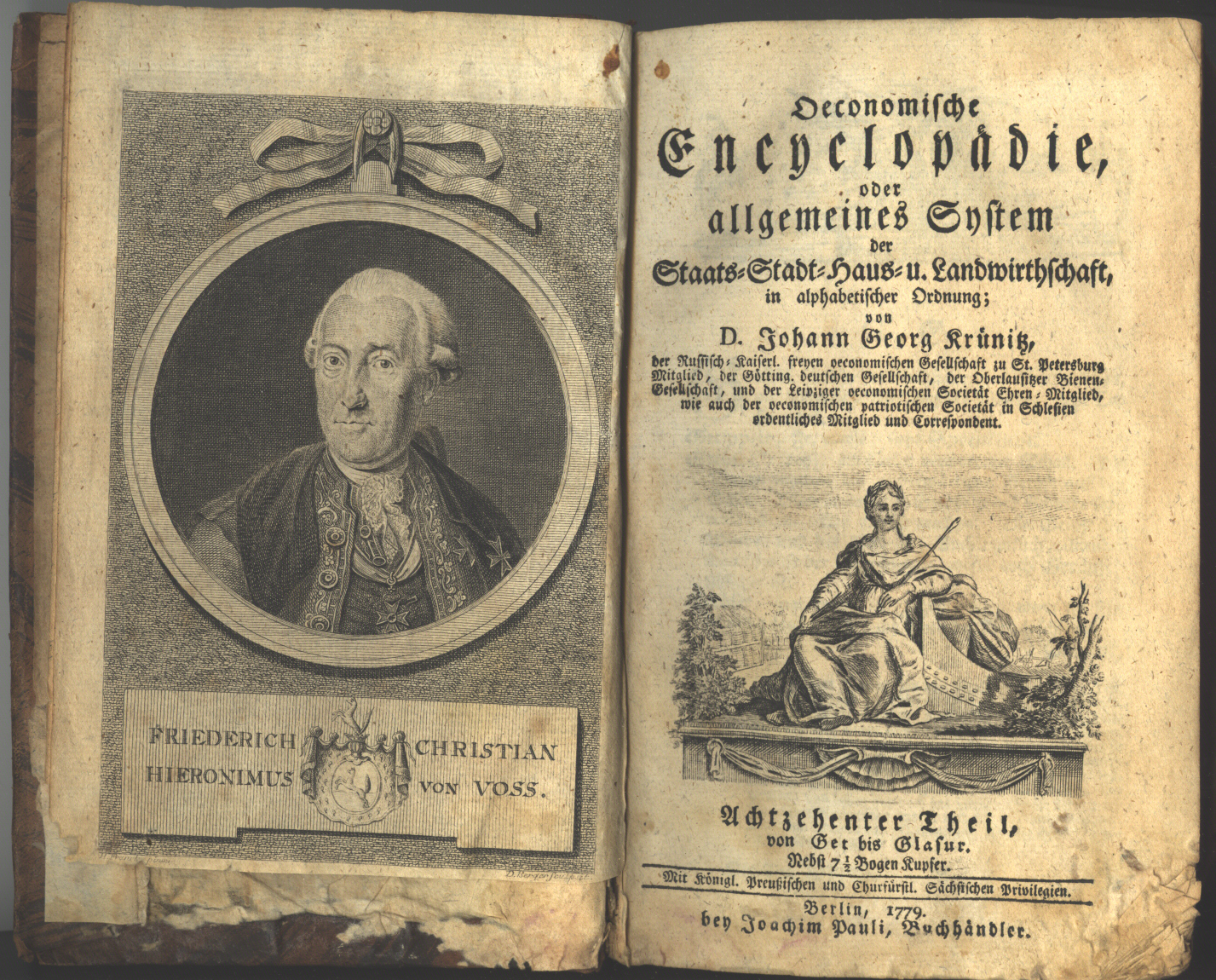
Oeconomische Encyclopädie, Berlin 1779

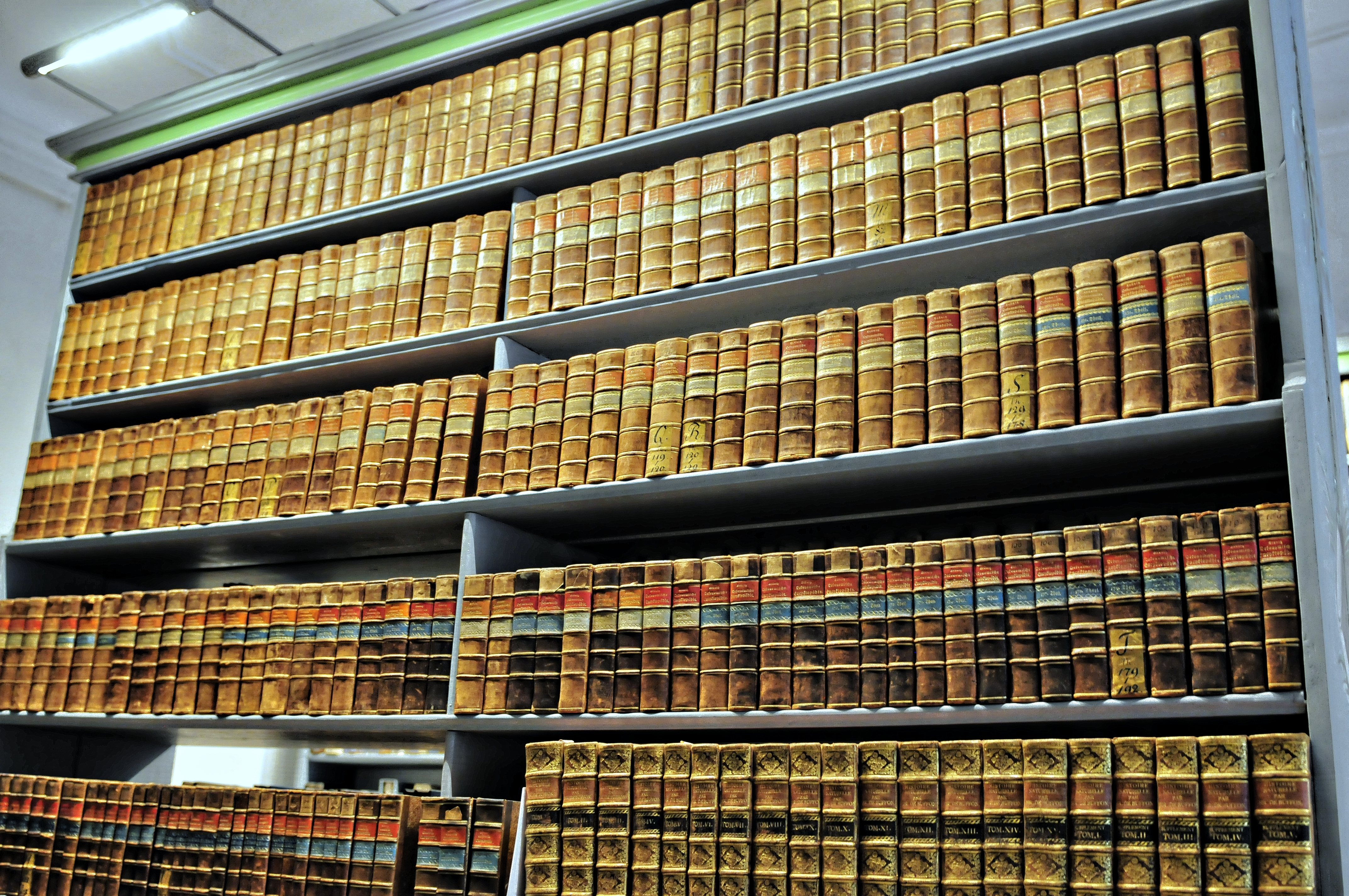
Das Gesamtwerk der Oeconomischen Encyclopädie in der Oberlausitzischen Bibliothek der Wissenschaften

Nach vielfältigen Arbeiten als Übersetzer, Autor und Herausgeber von Werken aus den Bereichen Naturwissenschaften, Medizin und „Ökonomie“ wurde er vom Buchhändler und Verleger Joachim Pauli mit der Erarbeitung einer Enzyklopädie betraut, die zunächst als Übersetzung und Zusammenfassung zweier französischsprachiger Enzyklopädien geplant war. Bereits ab dem ersten Band, der 1773 erschien, begann sich jedoch ein die Vorlagen bei weitem übertreffendes Werk zu entwickeln. Spätestens ab dem 1775 erschienenen fünften Band, ab dem sie anhand einer neu gestalteten Liste der Lemmata weitergeführt wurde, ist Krünitz’ Oeconomische Encyclopädie als eigenständiges Werk zu betrachten.
Krünitz, der über ein breit gefächertes Wissen, gute Sprachkenntnisse, immensen Fleiß und nicht zuletzt über eine umfangreiche Privatbibliothek von rund 15.000 Bänden verfügte, konnte die ersten 72 Bände selbst vollenden.
Die Enzyklopädie wurde nach seinem Tod von mehreren Bearbeitern fortgeführt und erst 1858 mit dem 242. Band abgeschlossen. Sie gilt heute noch als wichtige Quelle zu Wirtschaft und Technik der Zeit zwischen Aufklärung und Industrialisierung, wenngleich der letzte Bearbeiter, Carl Otto Hoffmann, das Werk im Bewusstsein beendete, dass es den Anforderungen seiner Zeit nicht mehr gerecht würde.
In der Allgemeinen Deutschen Biographie von 1883 schreibt August Hirsch in einem Unterton, der aus heutiger Sicht der Leistung des Fachautors Krünitz wenig angemessen scheint:
„Er habilitierte sich hier (Frankfurt a.O.) als Arzt und Privatdocent, reussirte jedoch auf beiden Gebieten so wenig, daß er seine Stellung aufgab und nach Berlin zurückkehrte, um sich ausschließlich litterarischen Arbeiten hinzugeben. […] In seiner schriftstellerischen Thätigkeit, welche enorme Dimensionen annahm, hat er sich fast nur auf compilatorische Arbeiten beschränkt.“